# Кобець Іван
Кобець Іван (Псевдо: «Мазепа», «Максим»; 1912, с. Річиця, Ратнівський район, Волинська область — 4 квітня 1945, с. Грива (за іншою версією — с. Гута-Камінська), Камінь-Каширський район, Волинська область) — командир сотні у ВО «Турів» УПА-Північ, лицар Золотого хреста бойової заслуги 1 класу.

## Жєттєпис
У роки німецької окупації — службовець Української допомогової поліції містечка Ратне (07.1941 — весна 1943). Навесні 1943 р., за наказом ОУН, зі зброєю в руках перейшов до лав УПА. Командир сотні в курені П. Климчука — «Назара» (літо 1943 — ?), а відтак командир сотні УПА, яка базувалася в с. Зарудчі Любешівського району (3.04.1944-?). Неодноразово здійснював рейди на територію Брестської області. Загинув у бою з оперативно-військовою групою НКВС. Хорунжий (?), сотник (4.04.1945) УПА

## Нагороди
- Згідно з Постановою УГВР від 16.10.1948 р. і Наказом Головного військового штабу УПА ч. 3/48 від 23.10.1948 р. хорунжий УПА Іван Кобець — «Мазепа» нагороджений Золотим хрестом бойової заслуги УПА 1 класу.

## Вшанування пам'яті
- 1.12.2017 р. від імені Координаційної ради з вшанування пам'яті нагороджених Лицарів ОУН і УПА у м. Луцьку Золотий хрест бойової заслуги УПА 1 класу (№ 017) переданий на зберігання у Волинський краєзнавчий музей.